# Markesan
Markesan – miasto w Stanach Zjednoczonych, w stanie Wisconsin, w hrabstwie Green Lake.